# Trivia pediculus
Trivia pediculus är en snäckart som först beskrevs av Carl von Linné 1758.  Trivia pediculus ingår i släktet Trivia och familjen Triviidae.

## Underarter
Arten delas in i följande underarter:
- T. p. pediculus
- T. p. pullata